# Daniela Davoli
Daniela Davoli, nome d'arte di Annamaria Fiorillo (Pisa, 5 agosto 1957), è una cantante italiana.

## Biografia
Cantautrice pisana, inizia la carriera partecipando a svariati concorsi canori presentandosi con il nome d'arte Anny Fiorillo; nel 1970 partecipa al Trofeo Davoli (da qui l'idea di cambiare successivamente il suo vero nome in Daniela Davoli) e nel 1971 al festival di Castrocaro.
Si trasferisce a Roma e nel 1974 partecipa a un festival popolare, "Il micio canterino", presentando la canzone Il Micio maremmano.
Continua a esibirsi in diversi locali dove conosce la ballerina cubana Chelo Alonso e il marito Aldo Pomilia, che la fa entrare subito nella sua casa discografica da poca costituita, la Aris.
Nel 1974, avvalendosi della collaborazione di Pasolini e Dacia Maraini esce il suo primo singolo, I ragazzi giù nel campo, colonna sonora italiana dell'inconsueto film "Sweet movie": i brani verranno ristampati su cd solo nel 1995, in una compilation dedicata a Pasolini, Luna di giorno per la IT/BMG.
L'anno successivo scrive Noi zingari e il lato B Figure, per la famosa circense Moira Orfei e incide il suo secondo singolo Mille volte donna, che riscuote un discreto riscontro. Sempre nello stesso anno incide un paio di brani per la colonna sonora del film "Quel movimento che mi piace tanto", sulle musiche di Manuel De Sica e scrive un altro 45 giri Questo amore, amore, amore per il gruppo C+C, dove partecipa ai cori.
Nel 1976 ottiene risultati più che soddisfacenti col nuovo 45 giri Due amanti fa..., piazzandosi per diverse settimane in classifica e raggiungendo il 6º posto. Lo stesso singolo ottiene buon successo anche in Spagna col titolo Eramos amantes. Visti gli esiti positivi, esce sempre in quell'anno un nuovo singolo in dialetto romanesco, Dimme perché, e il terzo Se fossi come lei e si piazza con quest'ultimo all'8º posto in classifica per alcune settimane: in contemporanea al terzo singolo esce il suo primo LP Fra tanto amore, dove oltre ad essere autrice di diversi brani, si avvale anche della collaborazione di un giovanissimo e sconosciuto Zarrillo, a cui all'epoca è legata, in un paio di canzoni.
Ormai entrata nel giro delle cantanti più in voga, nel 1977 partecipa al Festival di Sanremo con un brano molto interessante E invece con te..., sempre scritto da lei e Zarrillo. Il disco si rivela un buon successo e raggiunge il 10º posto fra i dischi più venduti. In estate esce Chissà cosa cerchi, che raggiunge i dischi caldi per diverse settimane piazzandosi al 19º posto. Il singolo ottiene anche un buon successo in Argentina con il titolo Que busca e in Canada ristampano il primo album dal titolo Jour après jour.
Sul finire del 1977 esce un nuovo singolo il cui lato A, Guerriero di una notte, partecipa al "Disco Inverno"; il lato B è Diverso amore mio ed entrambi i brani sono scritti da Cristiano Malgioglio. Quest'ultimo singolo non ottiene molto successo, ma nel 1978, la Davoli è ancora sul mercato col nuovo album Mia, dal quale viene estratto il singolo omonimo, avvalendosi delle prestigiose collaborazioni di Malgioglio, Roberto Carlos ed altri importanti autori. I risultati sono discreti e entrambi i dischi stazionano per 16 settimane in classifica raggiungendo il 38º posto. Sia il singolo che l'album escono anche per il mercato tedesco ottenendo un notevole successo ed in Germania uscirà anche un altro singolo tratto dall'album, Pazza di te.
Di lì a poco l'etichetta Aris chiude i battenti e nel frattempo Daniela va in tournée in diversi paesi stranieri. Torna in Italia e diviene anche attrice di alcuni fotoromanzi per riviste come "Grand Hotel" e altre.
Nel 1980 torna sul mercato con quello che sarà l'ultimo disco della sua carriera, Incertezza d'amore, inciso per una nuova etichetta, la Discospray, distribuita dalla EMI Italiana. Ma la scarsa promozione radiofonica e televisiva ed una distribuzione non adeguata del singolo, farà sì che Incertezza d'amore non raggiunga il successo.
Nel 1987, la Davoli si sposa con un architetto di Roma dal quale avrà due figli e rifiuterà, anche negli anni a venire, qualsiasi invito in vari programmi televisivi. Solo nel 2006 partecipa al "Roma Edge Festival", dove interpreta se stessa per il progetto audiovisivo del CETEC-Cinema Avvenire "La Terra vista dalle nuvole.Sguardi su Pasolini", cantando anche i brani di Pasolini del suo primo disco.
Dopo anni di silenzio, nel 2010 la Davoli ha partecipato alla compilation di artisti vari della Palestra Musicale "Con tanto cuore", progetto a scopo benefico il cui ricavato andrà alla ricerca della meningite fulminante. Il disco, fortemente voluto anche dal cantautore Dario Gay è stato prodotto e curato da Michele Del Pecchia. A questo lavoro hanno partecipato anche diversi ospiti come Gloria Piedimonte, Riccardo Cioni, Viola Valentino e ovviamente gli stessi Del Pecchia e Gai. La Davoli è presente nell'album con due brani inediti: il primo è Schiavi, provino rimasto nel cassetto per oltre 30 anni e successivamente interpretato e inciso ufficialmente dalla cantante Alessandra Ferrari, il secondo è un brano nuovo intitolato Il sole sulla pelle di cui è stato realizzato un videoclip, presente su YouTube.

## Discografia

### 33 giri
- 1976 - Fra tanto amore (Aris, ANL 4012
- 1978 - Mia (Aris)

### 33 giri pubblicati fuori dall'Italia
- 1978 - Jour après jour (Disques Cinq Records, CQ 25601; Pubblicato in Canada)

### 45 giri
- 1974 - I ragazzi giù nel campo/C'è forse vita sulla terra (Aris, AN 402) Dalla colonna sonora del film Sweet Movie, con testo di Pier Paolo Pasolini e Dacia Maraini
- 1975 - Mille volte donna/Un amore difficile (Aris, AN 407)
- 1976 - Due amanti fa/Samba para mi amor (Aris, AN 409)
- 1976 - Dimme perché/Pelle bucata (Aris, AN 420)
- 1976 - Se fossi come lei/Ma perché non ci sei (Aris, AN 427)
- 1977 - E invece con te.../Se avessi te, se tu fossi qui (Aris, AN 439)
- 1977 - Chissà cosa cerchi/Giorni più giorni (Aris, AN 442)
- 1978 - Diverso amore mio/Guerriero di una notte (Aris, AN 447)
- 1978 - Mia/Divertimento (Aris, AN 451)
- 1980 - Incertezza d'amore/Tipo (Discospray)

### Partecipazioni - 33 giri
- 1975 - Quel movimento che mi piace tanto (Aris, ANL 4006)  Colonna sonora dell'omonimo film composta da Manuel De Sica, Daniela Davoli partecipa cantando due brani